# Ojschara
Ojschara – osiedle typu miejskiego w Rosji, w Czeczenii. W 2010 roku liczyło 9489 mieszkańców.